# Android XR
Android XRは、Googleが開発する、AndroidをベースにしたXR（拡張現実・仮想現実・複合現実）デバイス向けオペレーティングシステム（OS）である。VRヘッドセットやスマートグラスなどの空間コンピューティングに特化したデバイス向けに設計される。

## 概要
Googleは過去にGoogle GlassやDaydreamといったVR/ARデバイスを開発してきたが、これらは一般消費者への大規模な普及には至らなかった。しかし、ARCoreなどのプラットフォームの開発は着実に進められてきた。
2024年12月12日、GoogleはAndroid XRを正式に発表し、アプリ開発者向けにAndroid XR SDKを公開した。ARCore、Android Studio、Jetpack Compose、Unity、OpenXRなどのツールをサポートする。2025年1月には、HTC ViveのXRチームの一部を買収したことを明らかにしており、これはAndroid XRプラットフォームの開発強化を目的としたものとされている。
Android XRは、Geminiとの融合を大きな特徴とする。ユーザーがヘッドセットやスマートグラスを通して見ている現実世界の情報をAIがリアルタイムで認識し、音声や視線、ジェスチャーなどのマルチモーダル入力を通じて対話や操作が可能となる。
将来的にはGoogle PlayがAndroid XRに対応し、従来のAndroidアプリのほとんどがXR環境でも利用可能になる見込みである。
Android XRは、MetaのHorizon OSやAppleのvisionOSの主要な競合相手になるとみられている。

### 対応製品
Android XRを搭載する最初のデバイスとしてSamsung、Qualcommと協業し開発するMRヘッドセット「Project Moohan」があり、2025年内に発売される予定。その他にもSony、Lynx、XREALがAndroid XR対応の端末の開発を進めている。
2025年のGoogle I/Oでは上記のほかGoogleが開発中のスマートグラスにAndroid XRが搭載されることが発表された。